# Ле Коце (Анкона)
Ле Коце је насеље у Италији у округу Анкона, региону Марке.
Према процени из 2011. у насељу је живело 908 становника. Насеље се налази на надморској висини од 32 м.